# Epiclopus lendlianus
Epiclopus lendlianus är en biart som först beskrevs av Heinrich Friese 1910.  Epiclopus lendlianus ingår i släktet Epiclopus och familjen långtungebin. Inga underarter finns listade i Catalogue of Life.